# Stefan Raid
Stefan Raid (* 1. April 1970) ist ein deutscher Basketballfunktionär.

## Leben

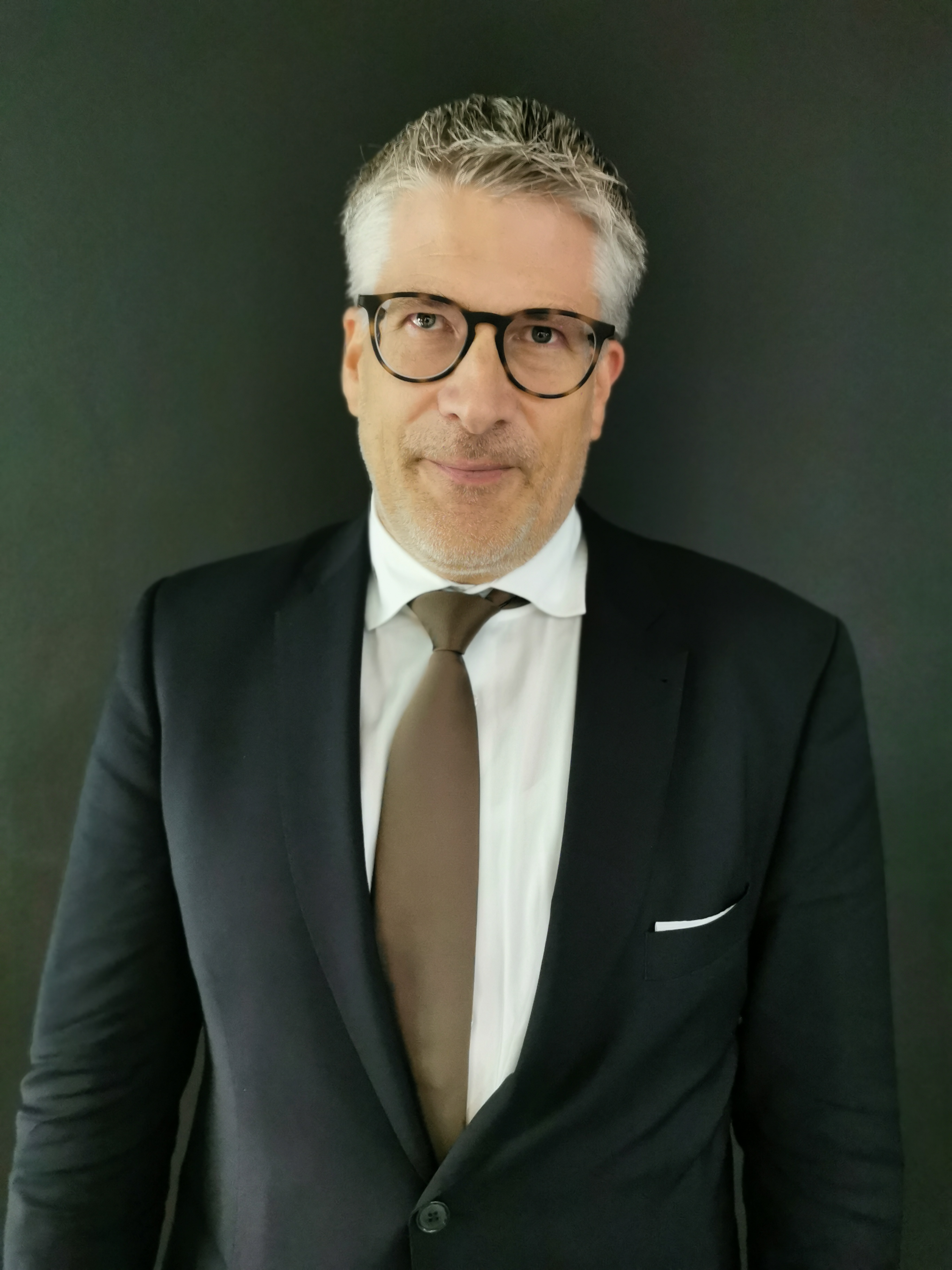
Stefan Raid (2021)

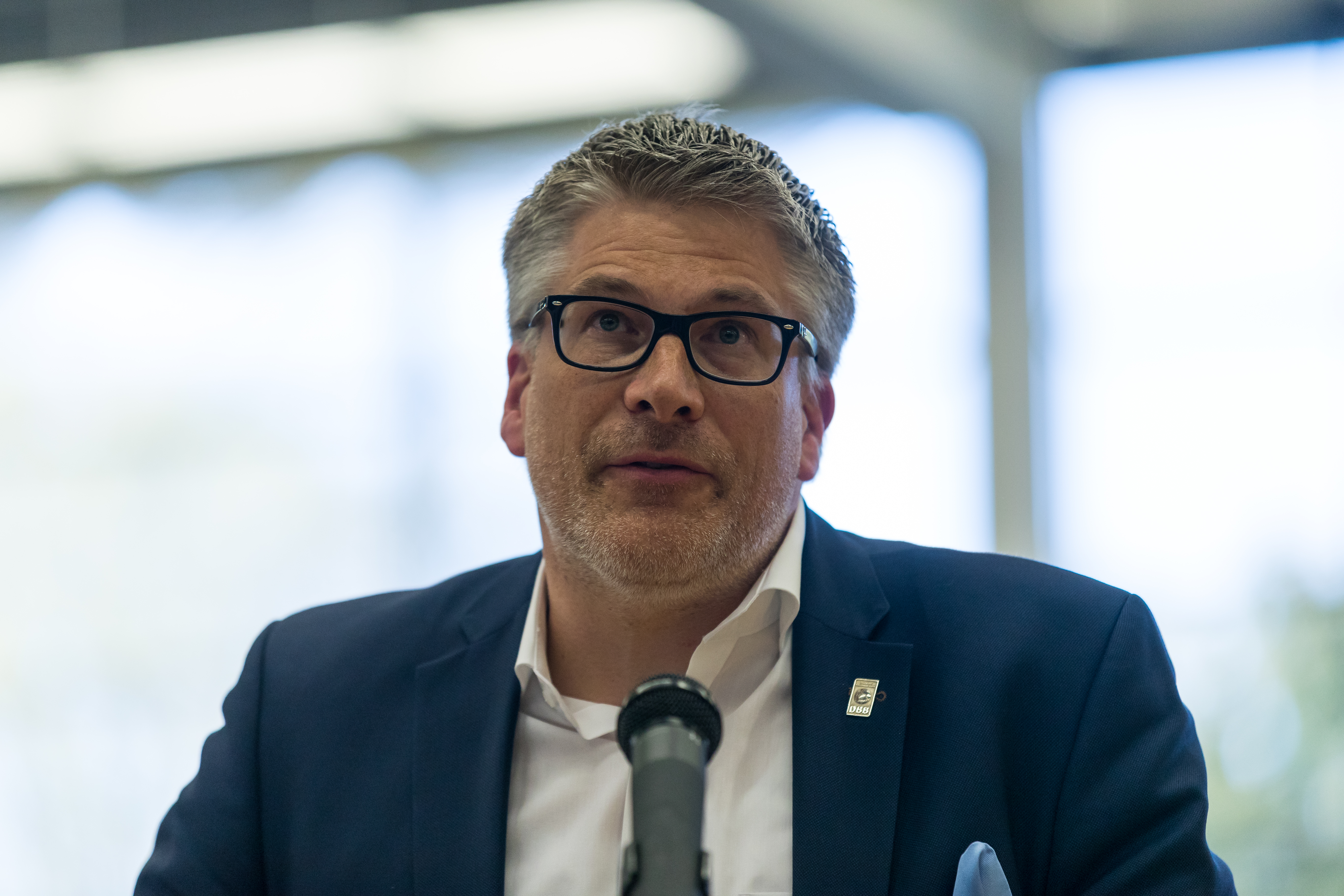
Raid im Jahr 2018

Raid betrieb ab dem Alter von elf Jahren Basketball beim Hamburger Verein Turnerschaft Harburg. In dem Verein war er ebenfalls früh als Trainer und Schiedsrichter aktiv. Im Hamburger Basketball-Verband (HBV) engagierte er sich in den Ausschüssen für Jugend und Schiedsrichter und stieg beim HBV zum „Vizepräsident Jugend“ auf. Im Jahr 2000 wurde er in den Jugendausschuss des Deutschen Basketball-Bundes (DBB) gewählt, übernahm später bei Länderspielreisen von Juniorennationalmannschaften die Delegationsleitung und trat 2011 das Amt des DBB-Vizepräsidenten für Jugend und Schulsport an. In dieser Funktion fielen unter anderem der Jugendleistungssport mit den Nationalkadern, Sichtungs- und Kadermaßnahmen wie dem Bundesjugendlager, das Albert-Schweitzer-Turnier, Minibasketballförderung und Schulbasketball sowie die Basketballvariante „3-gegen-3“ in seinen Zuständigkeitsbereich.
2016 wurde Raid in den Vorstand der Deutschen Sportjugend (DSJ) gewählt und war dort fortan für den Bereich Finanzen verantwortlich. Im April 2021 wurde der beruflich als Bankkaufmann tätige Raid DSJ-Vorsitzender.